# Erwin Ott (Chemiker)
Erwin Ott (* 18. Juli 1886 in Elberfeld; † 1977 in Stuttgart) war ein deutscher Chemiker und Hochschullehrer.

## Leben
Erwin Ott besuchte im damals zum Deutschen Reich gehörenden Straßburg die Oberrealschule und legte dort am 1. Juli 1904 das Abitur ab. Anschließend studierte er an der Universität Straßburg – einer sogenannten Reichsuniversität – Chemie. Die Chemische Verbandsprüfung bestand er 1907.
Ott war Schüler von Hermann Staudinger. Dieser wirkte in dieser Zeit als Assistent an dem von Johannes Thiele geleiteten Organisch-chemischen Institut. Staudinger befasste sich damals mit der Verbindungsklasse der Ketene. Hier hatte er 1905 Diphenylketen und dessen große Reaktionsfähigkeit entdeckt.
Betreut von Staudinger arbeitete Ott auf diesem Forschungsgebiet und reichte 1909 an der Reichsuniversität Straßburg seine Dissertationsschrift ein: Über Versuche zur Darstellung von Allenketenen : Über Malonsäurehalbchloride, Malonsäureanhydride und deren Überführung in Ketene.
Am 18. Januar 1909 erlangte er den akademischen Grad Doktor der Philosophie (Dr. phil).
Staudinger hatte danach (1912) einen Ruf an die ETH Zürich angenommen. Ott folgte ihm und erhielt dort die Stelle eines wissenschaftlichen Assistenten, die er bis 1915 innehatte.
Der 1914 begonnene Erste Weltkrieg bedeutete auch für den 28-Jährigen eine Zäsur. Er kehrte nach Deutschland zurück und wurde für kurze Zeit vom 15. September 1916 bis 1. November 1916 zum Landsturm eingeteilt.
Mitten im Kriege, am 1. April 1916, erhielt der Chemiker eine Stelle als 1. Assistent am Chemischen Institut der Universität Münster (Westfalen). Nach Kriegsende wurde er am 1. April 1922 zum außerordentlichen Professor ernannt, dann zum ordentlichen Professor (1. Oktober 1929) befördert.
An der Technische Hochschule Stuttgart war der Lehrstuhl von Professor William Küster wiederzubesetzen. Ott bewarb sich und wurde mit Wirkung vom 7. August 1929 als Nachfolger von Küster berufen. In Stuttgart erlebte er die verhängnisvollen 1930er Jahre, die in den Zweiten Weltkrieg mündeten. Stuttgart wurde durch Luftangriffe weitgehend zerstört, darunter das Chemische Institut.
Im Jahr 1936 heiratete Erwin Ott; aus der Ehe mit Fridl Block gingen sechs Kinder hervor, drei Töchter und drei Söhne.
Nach dem Ende des Zweiten Weltkriegs wurde Ott zum Verhängnis, dass er zum 1. Mai 1933 Mitglied der NSDAP geworden war. Nach seiner Aussage tat er dies, um sich vor Amtsenthebung zu schützen; denn einige jüngere Nationalsozialisten in der Fakultät hätten ihn deshalb im Auge gehabt und denunziert. Trotzdem wurde er auf Anordnung der Militärregierung zum 1. Januar 1946 des Dienstes enthoben. Ott war jetzt 60 Jahre alt. Obwohl er mehrere für ihn positive Gutachten vorlegen konnte, wurde Ott nicht mehr in seine Stelle als Ordinarius eingesetzt.

## Wissenschaftliches Werk
Erwin Ott hatte vielseitige Interessen. Er arbeitete im Labor mit eigenen Händen, selbst noch als Ordinarius der Technischen Hochschule Stuttgart.
Im Chemischen Institut der Universität Münster begann er Untersuchungen über Inhaltsstoffe des Schwarzen Pfeffers. Dieses Gewürz stand im Ersten Weltkrieg in Deutschland durch die Blockade der Entente-Staaten kaum mehr zur Verfügung. Konnten Chemiker für Abhilfe sorgen?
Aus dem Werk von Ott stechen die Arbeiten über hochreaktive chemische Verbindungen hervor. Ihm und seinen Mitarbeitern gelangen u. a. Synthesen von Cyanurtriazid – als Sprengstoff geeignet –, Cyanurtricyanid (Hexacyan) und Dichlorethin (Dichloracetylen).
Ott erfand auch eine Apparatur zur Herstellung des „einfachen Ketens“ (Ethenon) im Labormaßstab.
Auch das Phänomen der Waldenschen Umkehr erregte sein Interesse.
Zahlreiche Rezensionen chemischer Monographien stammen aus seiner Feder.
Die Ergebnisse seiner Dissertation wurden in den Berichten der Deutschen Chemischen Gesellschaft einem größeren Kreis von Wissenschaftlern zur Kenntnis gebracht.

## Schriften
- Erwin Ott: Über die Ursachen und die wirksame Bekämpfung der Disposition zur Zahnkaries. Stuttgart, Selbstverlag, 1949.
- Erwin Ott: Neuere Untersuchungen über Lactone (1907–1915). In: Sammlung chemischer und chemisch-technischer Vorträge, Bd. 26, Hrsg. W. Herz, Sonderausgabe, Ferdinand Enke Verlag, Stuttgart 1920.

## Schüler
Die Doktoranden von Erwin Ott fanden Anstellungen in der Chemischen Industrie, u. a. bei der Bayer AG. Sein Schüler Oskar Glemser wurde ein bekannter Hochschulforscher.